# Hyposcada rezia
Hyposcada rezia är en fjärilsart som beskrevs av Richard Haensch 1905. Hyposcada rezia ingår i släktet Hyposcada och familjen praktfjärilar. Inga underarter finns listade i Catalogue of Life.